# Bataille de Tianmenling
La bataille de Tianmenling (chinois : 天門嶺之戰) ou bataille de Cheonmunryeong en coréen (coréen : 천문령 전투) a eu lieu en 698, entre d'une part le futur roi Daejoyeong (大祚榮) dirigeant une alliance d'émigrés Goguryeo et Mohe et d'autre part Okgeomwi Dae-go (玉鈐衛大將軍) de la tribu Khitans sous la dynastie Tang (pendant la période de la dynastie Zhou de Wu Zetian. La victoire des premiers permet la proclamation par Daejoyeong du royaume de Balhae. 

## Contexte
Après que Goguryeo ait été détruit par les forces alliées de Silla et Tang (forces alliées Silla-Tang), Daejoyeong a suivi son père Geolgeol Jungsang (乞乞仲象) à Yeongju (營州) de Tang. En mai 696, Li Jin-chong et Son Man-yeong des Khitans se rebellèrent contre la dynastie Tang, et profitant du chaos qui surgit, Geolgeol Jungsang et le chef Malgal (une tribu Mohe) Geolsa Biu se préparèrent à se révolter. Malgré la politique conciliante de Wu Zetian (則天武后), Goguryeo a accru son pouvoir dans la partie orientale du territoire qu'il dirigeait dans le passé. La dynastie Tang nomma Li-Kaigu (Lee Hae-go) général de l'Okgeomwi et envoya 200 000 soldats, et une bataille éclata. Geolgeol Jungsang et Geolsa Biu furent tués à ce moment-là. Dae Jo-yeong a alors uni les forces de Geolsa Biu et Geolgeol Jungsang, composées de membres de la tribu Malgal et de Goguryeo, pour s'opposer à l'armée Tang,. 

## Déroulement de la bataille
Li Kaigu a poursuivi les troupes de Dae Jo-yeong lors de la bataille de Cheonmunryeong et a été vaincu, perdant la plupart de ses soldats face à Daejoyeong, qui a été pris en embuscade sur la route de l'île de Yeongju. Dae Jo-yeong a finalement complètement vaincu les troupes de la dynastie Tang à Cheonmunryeong, jetant les fondations du royaume de Balhae,. Après la défaite des Chinois, Daejoyeong se proclama roi de Jin, Jin étant le premier nom du royaume Balhae,.
La bataille de Tianmenling se serait déroulée soit à l'emplacement de la ville actuelle Tongliao (région autonome de Mongolie-Intérieure en Chine) ou soit à l'emplacement de la ville actuelle de Songyuan (province du Jilin en Chine),. Elle aurait opposé environ 200 000 soldats chinois à environ 30 000 soldats de l'alliance Gorguyeo-Mohe.